# Johan Cox
Johan Cox (Mönchengladbach, 1704 ― Zaltbommel, 29 maart 1775) werd, nadat hij in 1729 burger van Zaltbommel was geworden, eerst schepen en tussen 1731 en 1744 burgemeester van Zaltbommel.

## Privé
Cox werd geboren te Wanlo (bij Mönchengladbach in Duitsland) in 1704 als zoon van Wilhelm Cox, pachter op de Wilderather Hof te Wanlo en diens tweede echtgenote Tringen Janssen. Hij had twee broers Petrus en Godfried. 
Hij huwde te Zaltbommel op 30 oktober 1730 met Charlotte Catharina Spengler, een dochter van burgemeester Laurens Spengler en Debora van Rijssel. Johan en Charlotte kregen een zoon: dr. Laurens Cox, gedoopt te Zaltbommel op 31 augustus 1732. Na het overlijden van Charlotte huwde hij te Opijnen op 12 mei 1766 met Cecilia Eerken Mels. 

## Andere werkzaamheden
Johan Cox komt in het archief van het polderdistrict van de Bommelerwaard boven de Meidijk in adviesfuncties voor. Zo treedt hij bijvoorbeeld in deze rol op, inzake geschillen met betrekking tot het herstel van de doorgebroken dijk te Hedel op 8 februari 1757.